# FK 나프레다크 크루셰바츠
FK 나프레다크 크루셰바츠(세르비아어: Фудбалски клуб Напредак Крушевац / Fudbalski klub Napredak Kruševac)는 크루셰바츠를 연고로 하는 세르비아의 축구 클럽이다. 현재는 세르비아 수페르리가에 참가하고 있다. 나프레다크는 세르비아어로 "진보"를 뜻한다.

## 선수 명단

### 현역
- 밀란 보예빅(2023 ~ )
- 보얀 마티치(2022 ~ )
- 필리프 요비치(2018 ~ 2019, 2023 ~ )
- 다미르 사디코비치(2023 ~ )

### 역대
틀:FK 나프레다크 크루셰바츠 선수 명단